# Латентен стадий
Фройд описва в неговия модел на психосексуално развитие пет стадия. В този модел латентният стадий е четвъртият етап. Другите стадии са орална фаза (първи стадий), анална фаза (втори стадий), фалична фаза (трети стадий) и гениталната фаза (пети стадий). Гледната точка на Фройд е, че на всеки стадий отговаря зона от цялото, в която сексуалната енергия или либидото се изпразва по време на този период. Той описва латентната фаза като относително стабилна. Не се развива никаква нова организация на сексуалността и той не отдава голямо внимание на този етап. По тази причина тази фаза не винаги е спомената в описанията на неговите теории като една от фазите, а като отделен период. Важно е също да се отбележи, че по-малкото стадии и големият период между тях може да накара латентната фаза, да се появи когато и да е между 3 и 7-ата година (когато детето отива на училище), и може да продължи между 8 и 13-ата година (когато започва пубертета). Майките във Викторианската епоха са си стояли у дома с малките деца и в сравнение с юношеството сега, пубертетът общо взето е започвал на по-късна възраст.